# Kishi Bashi
Kishi Bashi (キシ・バシ) は、アメリカ合衆国出身のヴァイオリニスト、ミュージシャンである K Ishibashi （1975年11月4日 - ）によるソロプロジェクト。ジュピター・ワンのメンバーであり、オブ・モントリオール、レジーナ・スペクター、ソンドレ・ラルケなどのツアーメンバーとしても活動している。

## 略歴
本名は Kaoru Ishibashi。アメリカ合衆国ワシントン州シアトル生まれだが、両親は共にオールド・ドミニオン大学の教授であったため、同大学があるバージニア州ノーフォークの東海岸で育った。7歳からヴァイオリンを始めていた。マシュー・フォンテーン・モーリー高校を卒業。
コーネル大学を落第した後、ボストンのバークリー音楽大学に進学。マット・グレイザーにジャズ・ヴァイオリンを師事。また同大で、のちに妻となるピアニストのケイコと出会う。卒業後、オブ・モントリオールのメンバーなどとして活動（2010年に脱退し、ツアーメンバーとなった）。
2002年に結婚してブルックリンに移住、2006年に第一子をもうけた。同時期からソロとしての活動を始め、ツアーメンバーとして参加していたソンドレ・ラルケやレジーナ・スペクターのオープニング・アクトなどとしてソロ活動を開始した。
2011年にソロとして初のEP「Room for Dream」をリリース。当初はiTunesとBandcampでの配信限定であったが、のちにレコード盤としてもリリースされた。翌年の2012年には、アルバム「151a」(一期一会の意) をリリースした。また、ドコモのスマートフォン「Ascend HW-01E」のCMに楽曲提供を行なっている。

## 作風
Kishi Bashi は、ヴァイオリンやギターとボーカルを組み合わせた楽曲を手がける他、オブ・モントリオールのケビン・バーンとのデュエット曲や、ヴァイオリンやドラム、キーボード、ビートボックスを駆使した「ワンマンオーケストラ」による楽曲などを制作している。

## ディスコグラフィー
- Room for Dream EP (2011年、Aerobic International / Joyful Noise)
- 151a (2012年、Joyful Noise)